# Pete Gray
Pour les articles homonymes, voir Gray.
Peter J. Gray, né Peter James Wyshner le 6 mars 1915 à Nanticoke (Pennsylvanie) et mort dans cette même ville le 30 juin 2002, est un joueur de baseball plus connu pour avoir joué professionnellement dans les ligues majeures malgré avoir perdu son bras droit dans un accident alors qu'il était enfant.

## Biographie

### Jeunesse
Peter James Wyshner est né le 6 mars 1915 à Nanticoke en Pennsylvanie. Il est le plus jeune des 5 enfants (2 filles et 3 garçons) de Peter et Antoinette Wyshner, deux immigrés lituaniens. À l’âge six ans, son bras se retrouve blessé à cause des rayons d’une roue d’un chariot et doit être amputé de son bras droit. 
À la suite de l’attaque de Pearl Harbor par les Japonais en 1941, Pete Gray essaie de s’engager avec l’armée mais est refusé à cause de son bras en moins. Il décide donc de jouer au baseball et en 1942, Gray s’engage avec les Renards de Trois-Rivieres de la Ligue Canadienne-Américaine avec lesquels il frappe ,381 de moyenne en 42 matchs.  
L’année suivante, il s’engage avec les Egyptians de Memphis de la Southern Association et frappe ,289 de moyenne avec 42 points produits en 126 matchs en 1943 et ,333 de moyenne avec 5 circuits, 60 points produits et 68 bases volées. 

### Carrière en ligues majeures
Pete Gray fait ses débuts en ligues majeures avec les Browns de Saint-Louis le 17 avril 1945 contre les Tigers de Détroit. Il obtient son premier coup sûr le même jour en quatre présences officielles au bâton. Le 4 juillet 1945, lors du deuxième match d’un programme double face aux Athletics de Philadelphie, Gray frappe un simple avec les bases pleines lors de la 9e manche pour donner la victoire aux Browns 6-5. Il termine la saison avec une moyenne de ,218, 13 points produits et 5 bases volées en 77 matchs. 